# Blainville-sur-Mer
Blainville-sur-Mer és un municipi francès situat al departament de la Manche i a la regió de Normandia. L'any 2007 tenia 1.596 habitants.

## Demografia

### Població
El 2007 la població de fet de Blainville-sur-Mer era de 1.596 persones. Hi havia 654 famílies de les quals 198 eren unipersonals (82 homes vivint sols i 116 dones vivint soles), 237 parelles sense fills, 185 parelles amb fills i 34 famílies monoparentals amb fills.
La població ha evolucionat segons el següent gràfic:
Habitants censats

### Habitatges
El 2007 hi havia 1.168 habitatges, 684 eren l'habitatge principal de la família, 444 eren segones residències i 40 estaven desocupats. 1.009 eren cases i 18 eren apartaments. Dels 684 habitatges principals, 502 estaven ocupats pels seus propietaris, 167 estaven llogats i ocupats pels llogaters i 15 estaven cedits a títol gratuït; 4 tenien una cambra, 27 en tenien dues, 130 en tenien tres, 172 en tenien quatre i 351 en tenien cinc o més. 577 habitatges disposaven pel capbaix d'una plaça de pàrquing. A 363 habitatges hi havia un automòbil i a 255 n'hi havia dos o més.

### Piràmide de població
La piràmide de població per edats i sexe el 2009 era:
| Homes | Edats   | Dones |
| ----- | ------- | ----- |
| 0     | 95 o +  | 4     |
| 8     | 90 a 94 | 16    |
| 0     | 85 a 89 | 20    |
| 4     | 80 a 84 | 8     |
| 36    | 75 a 79 | 44    |
| 12    | 70 a 74 | 60    |
| 56    | 65 a 69 | 44    |
| 36    | 60 a 64 | 48    |
| 36    | 55 a 59 | 28    |
| 24    | 50 a 54 | 48    |
| 28    | 45 a 49 | 16    |
| 60    | 40 a 44 | 36    |
| 72    | 35 a 39 | 60    |
| 40    | 30 a 34 | 44    |
| 28    | 25 a 29 | 28    |
| 16    | 20 a 24 | 24    |
| 36    | 15 a 19 | 32    |
| 72    | 10 a 14 | 44    |
| 52    | 5 a 9   | 20    |
| 20    | 0 a 4   | 24    |

## Economia
El 2007 la població en edat de treballar era de 930 persones, 653 eren actives i 277 eren inactives. De les 653 persones actives 605 estaven ocupades (324 homes i 281 dones) i 48 estaven aturades (20 homes i 28 dones). De les 277 persones inactives 96 estaven jubilades, 97 estaven estudiant i 84 estaven classificades com a «altres inactius».

### Ingressos
El 2009 a Blainville-sur-Mer hi havia 702 unitats fiscals que integraven 1.584 persones, la mediana anual d'ingressos fiscals per persona era de 18.060 €.

### Activitats econòmiques
Dels 89 establiments que hi havia el 2007, 3 eren d'empreses alimentàries, 1 d'una empresa de fabricació de material elèctric, 1 d'una empresa de fabricació d'elements pel transport, 4 d'empreses de fabricació d'altres productes industrials, 16 d'empreses de construcció, 32 d'empreses de comerç i reparació d'automòbils, 3 d'empreses de transport, 10 d'empreses d'hostatgeria i restauració, 1 d'una empresa financera, 4 d'empreses immobiliàries, 8 d'empreses de serveis, 4 d'entitats de l'administració pública i 2 d'empreses classificades com a «altres activitats de serveis».
Dels 25 establiments de servei als particulars que hi havia el 2009, 1 era una oficina de correu, 1 una oficina bancària, 1 taller de reparació d'automòbils i de material agrícola, 1 taller d'inspecció tècnica de vehicles, 2 paletes, 2 guixaires pintors, 3 fusteries, 3 lampisteries, 2 electricistes, 1 veterinari, 7 restaurants i 1 agència immobiliària.
Dels 8 establiments comercials que hi havia el 2009, 1 era un hipermercat, 2 fleques, 1 una botiga de congelats, 1 una peixateria, 1 una llibreria i 2 botigues d'electrodomèstics.
L'any 2000 a Blainville-sur-Mer hi havia 47 explotacions agrícoles que ocupaven un total de 468 hectàrees.

## Equipaments sanitaris i escolars
El 2009 hi havia una escola elemental integrada dins d'un grup escolar amb les comunes properes formant una escola dispersa.

## Poblacions més properes
El següent diagrama mostra les poblacions més properes.